# Y te vas
«Y te vas» es una canción y el sencillo principal  del segundo disco de la banda mexicana Motel titulado 17. Salió a finales del mes de diciembre del 2007 a través de Warner Music México.

## Vídeo musical
El vídeo de la banda se realizó por la casa productora Mr. Woo, dirigido por Pablo Dávila y producido por Rafael Ley.
El video entró en todos los canales de videos y logró posicionarse en MTV dentro del Top 20 y en listas musicales se mantuvo por casi 4 semanas consecutivas.

## Listas musicales
| Lista (2007)            | Puesto |
| ----------------------- | ------ |
| México (Los 40)         | 31     |
| Paraguay (Radio Latina) | 40     |